# 하야시 켄토
하야시 켄토(일본어: 林 遣都 하야시 겐토[*], 1990년 12월 6일 ~ )는 일본의 배우이다.
시가현 오오츠 시 출신. 스타더스트 프로모션 소속.

## 내력
2005년, 중학교 3학년 수학 여행 중 시부야역의 홈에서 스카우트되었다.
2007년, 영화 《배터리》의 주연으로 배우 데뷔.

## 학력
- 히에이잔 고등학교 졸업[1].

## 수상
- 『 배터리 』
  - 제31회 일본 아카데미상 신인 배우상
  - 제81회 키네마 준보 베스트 10 일본 영화 신인 남우상
  - 제22회 타카사키 영화제 최우수 신인상
  - 제17회 일본 영화 비평가 대상 최우수 신인상
- 제22회 일간 스포츠 드라마 그랑프리 남우 조연상(『아재's 러브』, 2018년)

## 출연

### 영화
- 배터리 (2007년, 토호) - 주연·하라다 타쿠미 역
- 치 짱은 유구의 저편 (2008년, 시너지) - 주연·히사노 유토 역
- DIVE!! (2008년, 카도카와 영화) - 주연·사카이 토모키 역
- 러브 파이트 (2008년, 토에이) - 주연·타치바나 미노루 역
- 여명 (2009년, SDP) - 모모타 슌타 역
- 서랍 속의 러브레터 (2009년, 쇼치쿠) - 하야미 나오키 역
- 바람이 강하게 불고 있다 (2009년, 쇼치쿠) - 주연·쿠라하라 카케루 역
- RISE UP (2009년, SDP/비디오 플래닝) - 주연·츠야자키 와타루 역
- 교섭인 THE MOVIE 타임 리밋 고도 10,000m의 두뇌전 (2010년, 토에이) - 키모토 유스케 역
- 퍼레이드 (2010년, 쇼게이트) - 코쿠보 사토루 역
- 아라카와 언더 더 브리지 (2012년, 소니 픽처즈 엔터테인먼트) - 주연·이치노미야 코우 역
- 걸 (2012년, 토호) - 와다 신타로 역
- 사채꾼 우시지마 (2012년, SDP) - 오가와 준 역
- 막역 가족 (2012년, 토에이) - 히노 슈헤이 역
- 악의 교전 (2012년, 토호) - 마에지마 마사히코 역
- 영화 ST 적과 백의 수사 파일 (2015년, 토호) - 이케다 소스케 역
- 나만이 없는 거리 (2016년, 워너 브라더스 영화) - 시라토리 준 역
- HiGH&LOW THE MOVIE (2016년, 쇼치쿠) - 휴가 노리히사 역
- 화심 (2016년, 클록 워크스) - 아마미야 역
- 씁쓸하고 달콤한 (2016년, 엘리펀트 하우스) - 나기사 역
- 굿 모닝 쇼 (2016년, 토호) - 마츠오카 역
- 비눗방울 (2017년, 스타일 잼) - 주연
- 나미야 잡화점의 기적 (2017년, 쇼치쿠) - 생선가게 뮤지션 / 마쓰오카 가쓰로 역
- 비눗방울 (2017년)
- 체리 보이즈 (2017년) - 쿠니모리 신이치 역
- 커피가 식기 전에 (2018년)
- 갱스 (2018년)
- 마보로시 (2023년, 워너브라더스 재팬) - 키쿠이리 토키무네 역

### 드라마
- 천의 바람이 되어 드라마 스페셜 제1탄 〈가족에게의 러브 레터〉 (2007년 8월 3일, 후지 TV) - 후쿠하라 코헤이 역
- 시리즈 격동의 쇼와 〈최후의 빨간 종이 배달인~비극의 소집 영장 64년째의 진실~〉 (2009년 8월 10일, TBS) - 테라다 사토루 역
- 소공녀 세이라 (2009년 10월 ~ 12월, TBS) - 미우라 카이토 역
- 미오카-네가 있던 날들- (2010년 7월 ~ 9월, 닛폰 TV) - 하시모토 타이치 역
- 스페셜 드라마 〈스트로베리 나이트〉 (2010년 11월 13일, 후지 TV) - 키타미 쇼 역
- 츠츠미 유키히코×사노 모토하루 〈코요테, 바다에〉 (2011년 1월 3일, WOWOW) - 주연·키타무라 하루야 역
- 아라카와 언더 더 브리지 (2011년 7월 ~ 9월, MBS) - 주연·이치노미야 코우 역
- QP (2011년 10월 ~ 12월, 닛폰 TV) - 미사키 겐 역
- 이상의 아들 제6 ~ 7화 (2012년 2월 18일 ~ 25일, 닛폰 TV) - 킨로 역
- 3밤 연속 스페셜 드라마 〈블랙 보드~시대와 싸운 교사들~〉 제2밤 (2012년 4월 6일, TBS) - 고토 신이치 역
- 전국 BASARA-MOONLIGHT PARTY- (2012년 7월 ~ 9월, MBS) - 주연·다테 마사무네 역
- 레지던트~5명의 연수의 (2012년 10월 ~ 12월, TBS) - 야자와 케이 역
- 카라마조프의 형제 (2013년 1월 ~ 3월, 후지 TV) - 쿠로사와 료 역
- ST 경시청 과학 특수반 (2013년 4월 10일, 닛폰 TV) - 이케다 소스케 역
  - ST 적과 백의 수사 파일 (2014년 7월 ~ 9월)
- 미즈키 시게루의 게게게 괴담 〈스나카케 바바〉 (2013년 8월 31일, 후지 TV) - 주연·야마타니 타쿠지 역
- 열쇠 없는 꿈을 꾸다 제1밤 〈세리바 대학의 꿈과 살인〉 (2013년 9월 1일, WOWOW) - 유다이 역
- 검은 고양이, 때때로 꽃집 (2013년 10월 ~ 11월, NHK BS 프리미엄) - 히라노 타쿠미 역
- 후쿠이에 경부보의 인사 제9화 (2014년 3월 11일, 후지 TV) - 키하라 유키노부 역
- 은화 두관 (2014년 4월 ~ 6월, NHK) - 주연·마츠키치 역
- 사신 군 제2화 (2014년 4월 25일, TV 아사히) - 시마 코이치 역
- 타마가와 구청 OF THE DEAD (2014년 10월 ~ 12월, TV 도쿄) - 주연·아카바 신스케 역
- 악화 (2014년 11월 ~ 12월, WOWOW) - 시마부쿠로 이치로 역
- 유감스러운 남편. (2015년 1월 ~ 3월, 후지 TV) - 하마나카 료 역
- 그 남자, 의식 높은 계통. (2015년 3월 ~ 4월, NHK BS 프리미엄) - 죠 역
- REPLAY & DESTROY (2015년 4월 ~ 6월, MBS) - 마노 마히로 역
- 시메시 (2015년 6월 ~ 7월, MBS) - 코세 역
- 경세제민의 남자 제1부 〈타카하시 코레키요〉 (2015년 8월 22일 ~ 29일, NHK) - 타츠노 킨고 역
- 신가리~야마이치 증권 최후의 성전~ (2015년 9월 ~ 10월, WOWOW) - 요시오카 역
- HiGH&LOW~THE STORY OF S.W.O.R.D.~ (2015년 10월 ~ 12월, 닛폰 TV) - 휴가 노리히사 역
- 방송 90년 대하 판타지 〈정령의 수호자〉 (2016년 3월 ~ , NHK) - 슈가 역
- ON 이상범죄수사관·토도 히나코 (2016년 7월 ~ 9월, 칸사이 TV) - 나카지마 타모츠 역
- 아오조라컷 (2017년 3월 15일, NHK BS)
- 파이널 컷 (2018년 1월 ~ 3월, 일본 KTV)
- 아재's 러브 (2018년 5월 ~ , TV 아사히) - 마키 역

### CM
- 다이하츠 미라 스트레치 편 (2008년 12월 ~ 2009년 12월) - 마츠유키 야스코와 공동 출연
- 시세이도 시 브리즈 열혈 소녀 편 (2009년 4월 ~ 2010년 3월) - 키타노 키이와 공동 출연
- 카오 플레어 프레이그런스 (2015년 4월 ~ ) - 이시하라 사토미와 공동 출연

### 광고
- 와오 코포레이션 〈마이 속〉 ( ~ 2009년 8월) - 이미지 캐릭터
- 산토리 밀믹스 (2011년 1월 ~ ) - 이미지 캐릭터

### 뮤직 비디오
- JUNE 〈You and me〉 (2007년) - 카호와 공동 출연
- YUI
  - 〈Laugh away〉 (2008년)
  - 〈SUMMER SONG〉 (2008년)
  - 〈GLORIA〉 (2010년)
  - 〈U-niform〉 (2011년) - 모두 오카모토 안리와 공동 출연

## 서적

### 사진집
- 하야시 켄토 1st 사진집 〈Clear〉 (2010년 2월 24일, SDP)